# Regionalbusverkehr im Münchner Verkehrs- und Tarifverbund

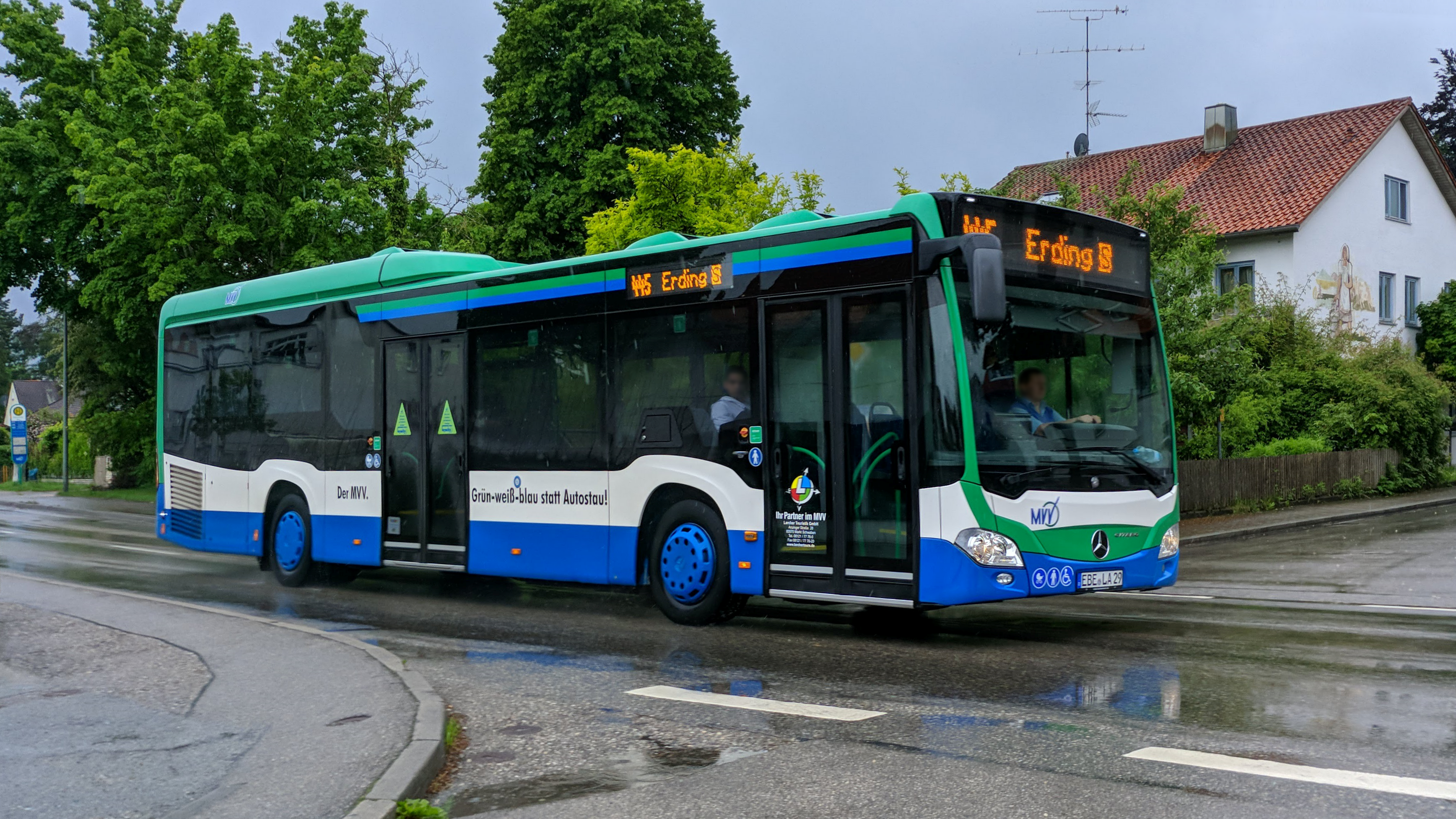
Ein Mercedes-Benz Citaro 2 LE von Larcher Touristik auf der MVV-Linie 445.

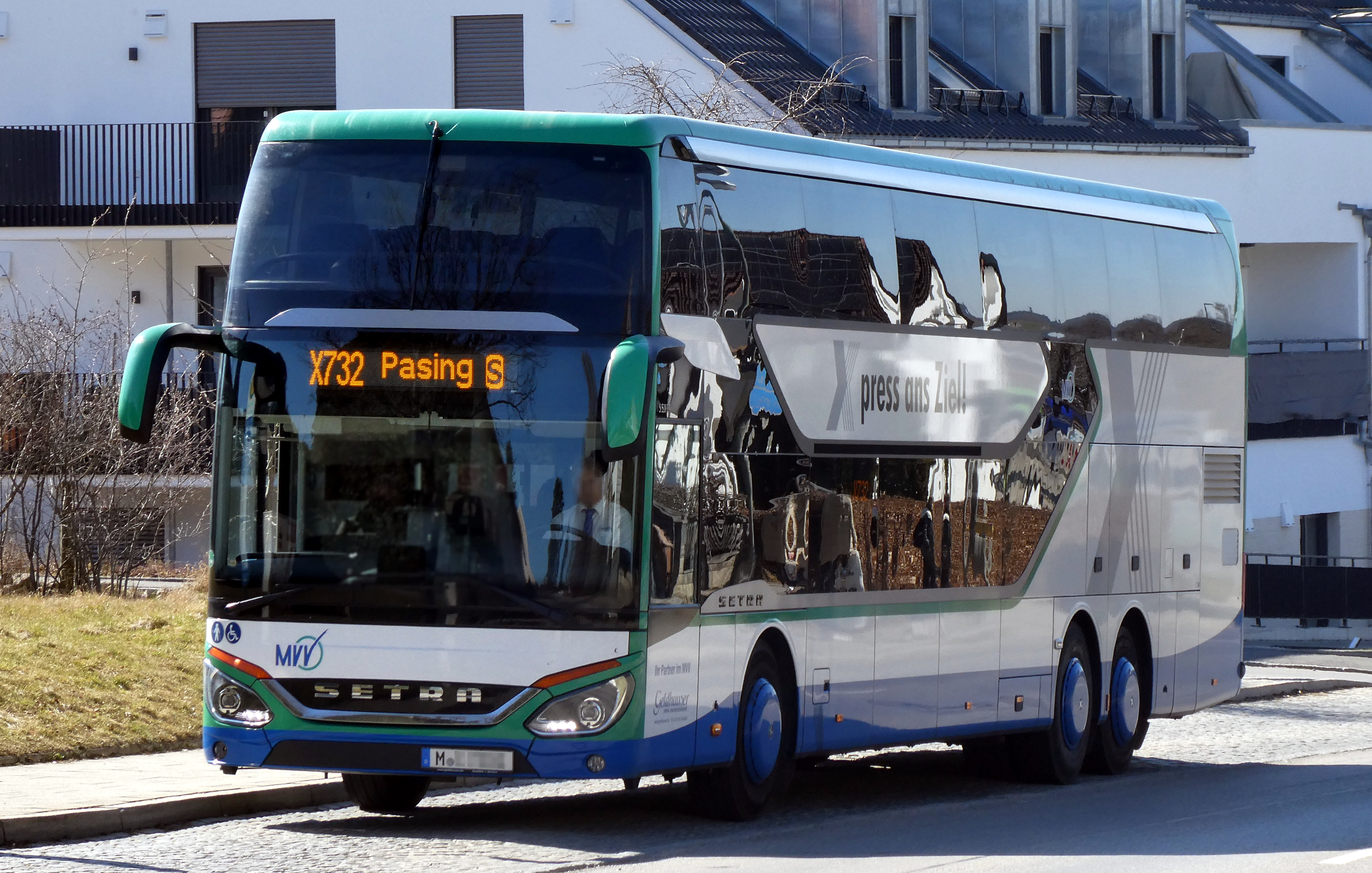
Setra S 531 DT von Geldhauser, auf der Expressbuslinie X732

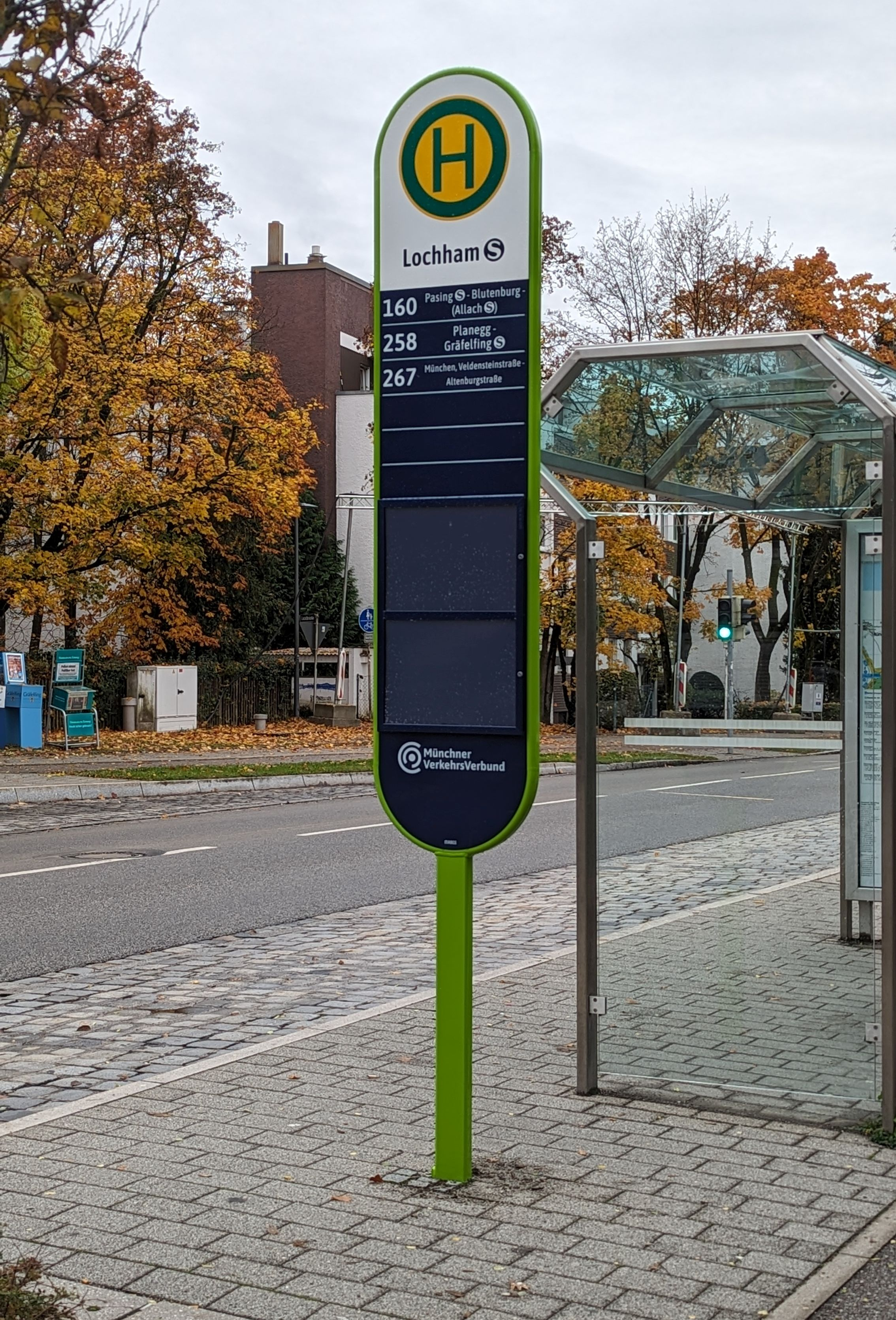
MVV-Haltestellenschild nach den MVV-Qualitätsstandards

Das Busnetz in den MVV-Verbundlandkreisen wird vom Münchner VerkehrsVerbund organisiert. Es hat eine Streckenlänge von etwa 4.289 km und wird von ungefähr 700 Bussen befahren. Es dient der Anbindung des Umlandes an die Landeshauptstadt München und dem lokalen öffentlichen Nahverkehr.

## Busnetz in den Verbundlandkreisen im MVV
Es gibt verschiedene Arten von Buslinien:
- ExpressBus: hält nur an ausgewählten Haltestellen in größeren Abständen als normale Regionalbuslinien (Linien X200, X201, X202, X203, X204, X205, X206, X208, X320, X660, X730, X732, X800, X850, X900, X910, X970)
- RegionalBus: normale Gattung der Buslinien mit festgelegtem Fahrplan. Bei einzelnen Haltestellen muss die Fahrt je nach Kurs gebucht werden. Dies betrifft aktuell die Linien 340, 531, 871 (einzelne Haltestellen); 336/493, 337, 339, 347, 440, 446 (am Wochenende); sowie 338, 439, 443, 561 und 565.
- StadtBus: verkehrt eine Buslinie ausschließlich innerhalb einer Stadt, wird diese Linie als StadtBus bezeichnet, z. B. die Buslinien in den Städten Erding, Dachau, Freising, Rosenheim usw., aber auch z. B. die Buslinie 845 in der Stadt Fürstenfeldbruck. Einige Linien werden zudem in manchen Fahrplanmedien als Ortsbus bezeichnet, wenn diese innerhalb einer Gemeinde verkehren, welche keine Stadt ist.[2]
- RufTaxi: Fahrten nach Fahrplan, aber Buchung in jedem Fall notwendig. Der Betrieb dient zur Überbrückung der Betriebspausen, z. B. nachts oder an Sonntagen, (Linien 4800, 4900, 5010, 5020, 5050, 5403, 5670, 5680, 7010–7090, 8000–8800) oder zur Anbindung kleinerer Dörfer an den ÖPNV. (Linien 4000, 5621, 6001–6004, 7000, 7030, 7100). Die Bestellung der RufTaxi-Fahrten erfolgt entweder über die MVV-App oder der MVV-Hotline. Abgesehen der von 5XXXer-Linien.
- NachtBus: verkehren nur nachts (Linie N272)

Die Liniennummern sind dreistellig mit Ausnahme der Ruf-Taxis, die mit vierstelligen Nummern gekennzeichnet sind. Die erste Ziffer richtete sich ursprünglich nach dem Landkreis, in dem die jeweilige Linie verkehrt:
- 2XX: Landkreis München
- 3XX: Landkreis Bad Tölz-Wolfratshausen
- 4XX: Landkreis Ebersberg
- 5XX: Landkreis Erding
- 6XX: Landkreis Freising
- 7XX: Landkreis Dachau
- 8XX: Landkreis Fürstenfeldbruck
- 9XX: Landkreis Starnberg

Mit den Erweiterungen des Verbundgebietes ab Dezember 2023 wurde von diesem System abgewichen, indem man die neuen Landkreise den bereits bestehenden Nummernbereichen zuordnete.
- Der Landkreis Miesbach wurde weitestgehend den 300er-Linien zugeordnet (der OrtsBus Holzkirchen trägt nun die Nummer 275)
- Die Stadt Rosenheim bekam den Nummernbereich von 401 bis 429
- Der Landkreis Rosenheim wurde auf die Bereiche 2XX (äußerster Westen), 3XX (Westen und Südwesten) und 4XX aufgeteilt. Dem Landkreis Ebersberg sind seitdem nur noch die Nummern 440 bis 469 zugeordnet, dafür mussten zwei Linien umnummeriert werden.[4]
- Der Landkreis Landsberg am Lech wird dem 800er-Bereich zugeordnet
- Der Landkreis Weilheim-Schongau wird dem 900er-Bereich zugeordnet[5]

## MVV-Politik

### MVV-Qualitätsmanagement

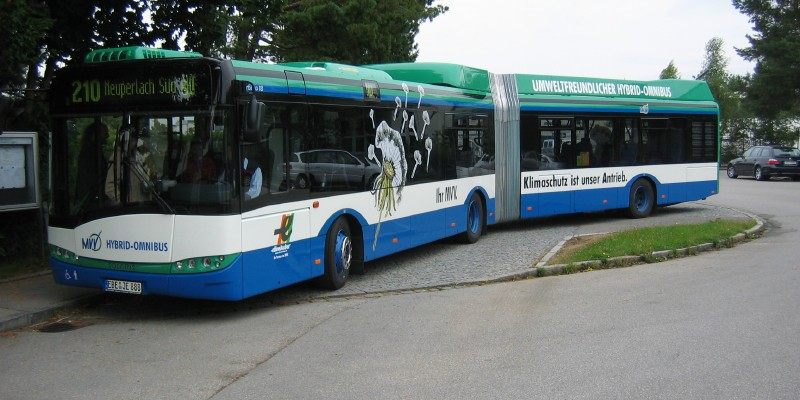
Solaris Urbino 18 Hybrid von Busbetrieb Josef Ettenhuber

Im Gegensatz zum einheitlichen Blau der MVG-Fahrzeuge sind die Regionalbusse seit 2002 mittlerweile überwiegend grün-weiß-blau lackiert, wobei das Weiß-Blau für die Farben der bayerischen Rauten und die Farbe Grün für die Region steht. Der weiße Streifen an den Bussen trägt in der Regel einen Slogan des MVV, dieser wechselt jährlich. Seit 2002 legt die MVV GmbH bei Neuausschreibungen sogenannte Qualitätsrichtlinien fest, in denen neben der Lackierung der Fahrzeuge auch Barrierefreiheit, Rollstuhlstellplatz, Klimatisierung, TFT-Bildschirme für die Haltestellenanzeige, automatische Haltestellenansagen und der Verkauf des nahezu vollständigen Verbund-Fahrkarten-Sortiments vorgeschrieben werden. 2007 ist die Anzeige eines Newstickers in den TFT-Monitoren hinzugekommen, der vom Digitalradio des Bayerischen Rundfunks gespeist wird. Seit September 2008 wurden schrittweise mehrere Hybridbusse auf den MVV-Regionalbuslinien in Betrieb genommen.
Ab dem Jahr 2022 wird schrittweise eine Änderung der Farben vorgenommen. Angaben des MVV zufolge wird bei Neuausschreibungen jetzt vorgeschrieben, dass die Busse in dunkelblau mit einem hellgrünen Streifen lackiert werden. Auch die Haltestellen bekommen ein neues Erscheinungsbild. Aus Gründen der Nachhaltigkeit betrifft dies allerdings nur neu ausgeschriebene Linien, weshalb die komplette Umlackierung aller Busse und Haltestellen bis 2028 dauern wird.

### Planungen
Die MVV GmbH plant im Auftrag der Verbundlandkreise die Fahrpläne des Regionalbusverkehrs und beauftragt dann rund 40 regional und überregional agierende Verkehrsunternehmen mit der Durchführung. Die Beauftragung erfolgt über europaweite Ausschreibungen. Der Zuschlag erfolgt meist hauptsächlich nach finanziellen Gesichtspunkten.

### Zweck des Busnetzes
Die MVV-Regionalbuslinien dienen der weitläufigen Anbindung des Münchner Umlandes an das S-Bahn-Netz, der Querverbindung zwischen einzelnen S-Bahnlinien und der Feinerschließung der Verbundlandkreise. Teilweise wird auch der Schülerverkehr übernommen. Hier kann es dann auch zu Sonderfahrten kommen.

### Besondere Linien
Seit dem Fahrplanwechsel am 15. Dezember 2019 verkehren auf der Linie 232, dem sogenannten „OrtsBus Unterföhring“ ausschließlich Elektrobusse der Firma Solaris. Die jährlichen Kosten betragen rund 3,5 Millionen Euro. Weitere Linien wurden und werden schrittweise auf Elektro- oder Wasserstoffbusse umgestellt. Dies betrifft die Linien 225, 227, 261 und 290 im Landkreis München seit Anfang 2024 und die Linien 222, 224 und 270 ab Mitte 2025, sowie den Stadtverkehr in Erding und die Linien 830, 835 und 843 im Landkreis Fürstenfeldbruck. Darüber hinaus werden mit dem Projekt HyBayern in den Landkreisen München und Ebersberg Brennstoffzellenbusse getestet. Nach Inbetriebnahme der neuesten Busse Mitte 2025 werden auf den genannten Linien planmäßig 62 Elektrobusse und 12 Wasserstoffbusse im Einsatz sein.

## Linien und Unternehmen
Die folgenden Verkehrsunternehmen betreiben Linien im MVV-Regionalbusverkehr. In der Regel werden die zugehörigen Leistungen mithilfe von Ausschreibungen vergeben. Hierbei sind Ortsbusse fett markiert und emissionsfreie Busse kursiv dargestellt.
| Unternehmen                            | Adresse                                                | Linien |
| -------------------------------------- | ------------------------------------------------------ | --- |
| Regionalverkehr Allgäu                 | Im Steinach 4 87561 Oberstdorf                         | OVG72, OVG73 |
| DB Regio Bus Bayern                    | Elisabethstraße 16 85051 Ingolstadt                    | 240(+V+W), 242(+V), 243, 698(+V); als Teil einer Arbeitsgemeinschaft: 231(+V), 233, 234(+V), 236, 290(+V), 501(+V), 531(+V), 680, 681, 682(+V), 683(+V), 684 |
| Regionalverkehr Oberbayern             | Hirtenstraße 24 80335 München                          | 276, 277, 278, 311, 312, 313, 336, 337, 338, 339, 342, 343, 347, 352, 353, 354, 355, 356, 357, 358, 359, 361, 362, 363, 364, 366, 367, 368(+V), 369, 370(+V), 372, 373(+V), 374, 376, 378, 379(+V), 389, 390, 391, 392, 394, 395, 399, 432, 434, 435, 437, 463, 481, 482, 488, 489, 490, 491, 492, 493, 494, 495, 496, 497, 498, 502(+V), 507, 511(+V), 706, 812(+V), 893, 904, 931, 932, 934, 935, 936, 937, 940, 941, 942, 944, 947, 948, 951, 952, 953, 958, 961, 974, 975, 981, 982, 984, 987, 989, 9403(+V), 9410, 9411, 9413, 9441, 9480, 9505, 9520, 9586, 9601, 9606, 9608, 9611, 9620, 9631, 9643, 9661; als Teil einer Arbeitsgemeinschaft: 231(+V), 233, 234(+V), 236, 290(+V), 360, 365, 371(+V), 375, 377(+V), 501(+V), 531(+V), 680, 681, 682(+V), 683(+V), 684, 691(+V), 704, 721(+V), 891, 901, 902, 903, 905 |
| Regionalbus Ostbayern                  | Töginger Straße 18 84453 Mühldorf am Inn               | 7521, 7702 |
| AmperBus                               | Mühlfeldstraße 8 82256 Fürstenfeldbruck                | X800, 820, 835, 837, 838, 839, 843, 853, 854, 861, 862, 863, X900 |
| Bayernbus                              | An der Erdinger Straße 1–2 85447 Fraunberg/Tittenkofen | 562(+V), 564(+V), 565, 567(+V), 569(+V); als Teil einer Arbeitsgemeinschaft: 291, 292, 294, 295, 680, 681, 682(+V), 683(+V), 684, 688, 691(+V), 707 |
| Berr Reisen                            | Hermann-Oberth-Str. 4 83052 Bruckmühl                  | 275 |
| Boos                                   | Kienbergerstraße 6 85391 Allershausen                  | 616, 619, 693, 695, 696; als Teil einer Arbeitsgemeinschaft: 707 |
| Brandstätter Omnibusunternehmen        | Glückaufstraße 4 83727 Schliersee                      | 349, 388, 398; als Teil einer Arbeitsgemeinschaft: 360, 365 |
| Busverkehr Südbayern                   | Einsteinstraße 2 85757 Karlsfeld                       | X201, X208, 702, 710, 833, 840, 851, 852, 856, 857, 858, 859, 860; als Teil einer Arbeitsgemeinschaft: 215, 218, 219(+V), 269, 291, 292, 294, 295 |
| Demmelmair                             | Lechhauser Straße 25 86316 Friedberg                   | 217, 259, 265, 831, 845, X850, 873, 906, 949, 955, 957, 962, 963, 965, 966, 967, 968, 969 |
| deu.mobil                              | Robert-Bosch-Str. 4 86899 Landsberg                    | 301, 302, 310 |
| Dibiasibus                             | Etschweg 12 I-39040 Kurtasch an der Weinstraße         | 451, 459 |
| Eduard Eisele                          | Von-Kühlmann-Str. 11 86899 Landsberg am Lech           | 811 |
| Enzian Bustouristik                    | Storferwiesen 5 86956 Schongau                         | 980, 985, 986 |
| Verkehrsbetrieb Ettenhuber             | Am Hochrain 2 85625 Glonn                              | 210, 211(+V+W), 212, 214(+V), 216(+V), 220(+V), 221, 223, 226, 229, 230(+V), 232, 241, 244, 262(+V), 263(+V), 264, 690; als Teil einer Arbeitsgemeinschaft: X203, X320 |
| Busbetrieb Josef Ettenhuber            | Am Hochrain 2 85625 Glonn                              | 440, 444(+V), 447, 453, 454, 455, 456; als Teil einer Arbeitsgemeinschaft: 4000, 4800, 4900 |
| Geldhauser                             | Fichtenstraße 29 85649 Hofolding                       | X200, 222(+V), 224, 225, 227, 270(+V), 271(+V), 396, 703, 708, 723, 725, 727, X730, X732, 772, 791(+V), 871, 872, 874, 875, 909, 921(+V), 923, 924, 928(+V), 950(+V), 956, X970, 976, 996, 2100, 7000, 7010, 7020, 7030, 7040, 7050, 7060, 7070, 7080, 7090, 7100, 8000, 8200, 8300, 8400, 8500, 8700, 8800; als Teil einer Arbeitsgemeinschaft: X203, X320, 371(+V), 375, 377(+V), 704, 721(+V), 901, 902, 903, 905, 977, 978(+V), 979, 4000, 4800, 4900 |
| Griensteidl                            | Liegnitzer Straße 1 82194 Gröbenzell                   | 701, 711, 712, 736, 830, 832, 855 |
| Hadersdorfer                           | Neue Industriestr. 12 85368 Moosburg                   | 617, 618; als Teil einer Arbeitsgemeinschaft: 688 |
| Hilger Reisen                          | Schmerbeckstraße 7 83512 Wasserburg am Inn             | 439 |
| Max Hollinger Omnibusunternehmen       | Ellmosen 33 83043 Bad Aibling                          | 340, 341, 344, 345, 346 |
| Hövels                                 | Schalchener Str. 120 83342 Tacherting/Reit             | 431 |
| Verkehrsgesellschaft Kirchweihtal      | Therese-Studer-Str. 4 87600 Kaufbeuren                 | OVG18, OVG53 |
| Kistler Bustouristik                   | Kalling 8a 84405 Dorfen                                | 5621 |
| Knab                                   | Culmweg 2 85778 Haimhausen-Inhausen                    | 614, 615 |
| Larcher Touristik                      | Anzinger Straße 26 85570 Markt Schwaben                | 442, 446(+V), 460, 461, 462, 464, 465(+V), 468, 469(+V), 505(+V), 515, 568(+V) |
| Taxi- und Mietwagen Manfred Lechner    | Gewerbering 5 84416 Taufkirchen/Vils                   | 5050, 5403, 5680 |
| Omnibusbetrieb Fritz Meier             | Gewerbestraße 18 86925 Fuchstal                        | 815, 895 |
| Neumeyr, Dünzelbach                    | Hammerschmiedweg 3 82272 Moorenweis/Dünzelbach         | 803, 804, 805, 807, 810, 822, 823, 825, 826, 828, 829 |
| Omny                                   | Klaus-Blank-Str. 4 91747 Westheim                      | X206, 293, 452, 466(+V), 635, 692 |
| Taxiservice Pawelczyk                  | Am Holzfeld 6 85661 Forstinning                        | 5670 |
| Taxi Rainer                            | Nikolaibergstraße 9 85456 Wartenberg                   | 5010, 5020 |
| Omnibus Rauner                         | Gewerbestraße 70 82211 Herrsching                      | als Teil einer Arbeitsgemeinschaft: 977, 978, 979 |
| RBA Regionalbus Augsburg               | Eichleitnerstraße 17 86199 Augsburg                    | 894(+V), 896 |
| Omnibusverkehr Reisberger              | Haus Nr. 4 83553 Frauenneuharting                      | 443, 448 |
| Scharf Omnibus & Reisebüro             | An der Erdinger Straße 1–2 85447 Fraunberg/Tittenkofen | 445(+V), 512(+V), 522, 523, 524(+V), 525, 526, 527, 528, 561 |
| Omnibusunternehmen Siegfried Schilcher | Kellerstraße 6 85229 Markt Indersdorf                  | 729 |
| Willy Schnappinger                     | Diessener Str. 21–23 86919 Utting                      | 809(+V), 814(+V), 899; als Teil einer Arbeitsgemeinschaft: 891 |
| Schneider Reisen                       | Spitalfeldstraße 14 86899 Landsberg am Lech            | 816, 817, 818, 886(+V), 887, 892 |
| Stanglmeier                            | Industriestraße 14 84048 Mainburg                      | 299, 601(+V), 602(+V), 603, X660, 705, 715, 728, 782, 785, 786; als Teil einer Arbeitsgemeinschaft: 691(+V) |
| Benno Steinbrecher Omnibusbetrieb      | Kirchenstr. 19 83098 Brannenburg                       | 348 |
| VBR                                    | Waldmeisterstraße 84–86 80935 München                  | X202, X205; als Teil einer Arbeitsgemeinschaft: 215, 218, 219(+V) |
| Waibel Bus                             | Robert-Bosch-Str. 4 86899 Landsberg                    | 881(+V), 882, 883, 885, 897 |
| Busservice Watzinger                   | Landsberger Str. 181 80687 München                     | X204, 258, 260(+V), 261, 266, 267(+V), 268, N272, X910; als Teil einer Arbeitsgemeinschaft: 269 |
| Weingartner Reisen                     | Hauptstraße 40 84079 Gündlkofen                        | 687 |
| Omnibusunternehmen Johann Wiesheu      | Hochfeldstraße 7a 85406 Oberappersdorf                 | 694, 771 |
| Z Mobility Werner Ziegelmeier          | Albert-Einstein-Str. 10 86399 Bobingen                 | 813(+V) |
| Stadtwerke Dachau                      | Brunngartenstraße 3 85221 Dachau                       | 716, 717, 718, 719, 720, 722, 726, 744 |
| PVG Freising                           | Wippenhauser Straße 19 85354 Freising                  | 620(+V), 621(+V), 622(+V), 623, 624, 630, 631, 633(+V), 634(+V), 637, 638, 639, 640, 641, 650, 651, 6001, 6002, 6003, 6004 |
| Stadtbus Kolbermoor                    | Rathausplatz 1 83059 Kolbermoor                        | 331, 332, 333, 334, 335 |
| Verkehrsgesellschaft Rosenheim         | Äußere Münchener Str. 4 83026 Rosenheim                | 401, 402, 403, 404, 405, 406, 407(+V), 408, 409, 410, 411, 412, 413, 420, 421, 422, 423, 424, 426, 427, 429 |
| Stadtwerke Weilheim in Oberbayern      | Stadtwerkestraße 1 82362 Weilheim i.OB                 | 911, 912, 913, 914 |

## Nicht und teilintegrierte Linien
Neben den MVV-Regionalbuslinien gibt es in den Landkreisen weitere Linien, die teilweise oder gar nicht in den Tarifverbund integriert sind und auf denen eigene Fahrscheine der durchführenden Betreiber angeboten werden bzw. das MVV-Fahrkartensortiment nur teilweise anerkannt wird. Dazu gehören:
- teilweise integriert:
  - grenzüberschreitende Linien nach Tirol:
    - Linie 369: (Bad Tölz–)Lenggries–Eng (Tirol) mit 2 Fahrtenpaaren wochentags und 7 am Wochenende (fährt nur saisonal von Juni bis Oktober; von Bad Tölz bis Oswaldhütte mit MVV-Fahrschein benutzbar)
    - Linie 390: Tegernsee–Pertisau mit 2 Fahrtenpaaren täglich (von Tegernsee bis Stuben mit MVV-Fahrschein benutzbar)
    - Linie 482: Bernau–Wildbichl(–Oberaudorf) mit 3 Fahrtenpaaren wochentags bis Mai (von Bernau bis Grenzhub mit MVV-Fahrschein benutzbar)

  - Eine kreisübergreifende Linie nach Aichach-Friedberg und Pfaffenhofen:
    - Linie 706: Klenau/Schiltberg–Hilgertshausen–Markt Indersdorf–Dachau–Karlsfeld–Vogelloh / Allach Ost nicht zwischen Klenau und Stadelham, bzw. Schiltberg und Oberdorf (jeweils 1 Fahrtenpaar wochentags)[16]

  - kreisübergreifende Linien nach Mühldorf:
    - RBO-Linie 7521: Straßwirt–Gars am Inn–Wasserburg mit 1–2 Fahrtenpaaren wochentags (von Stadlern bis Wasserburg mit MVV-Fahrschein benutzbar)
    - RBO-Linie 7702: Wasserburg–Kraiburg mit 2–3 Fahrtenpaaren wochentags (von Wasserburg bis Irlham mit MVV-Fahrschein benutzbar)
    - RVO-Linie 9410: München Max-Weber-Platz–Haag in Oberbayern–Gars mit 12 Fahrtenpaaren wochentags (von München bis Hohenlinden Birkach mit MVV-Fahrschein benutzbar)[17]
    - RVO-Linie 9411: Wasserburg–Maithenbeth/Oberornau mit 4–6 Fahrtenpaaren wochentags (von Wasserburg bis Vordersberg bzw. Schrazlsee mit MVV-Fahrschein benutzbar)

  - Eine kreisübergreifende Linie nach Landshut:
    - RVO-Linie 9403: Wies–Winkl–Jettenstetten–Moosen–Taufkirchen–Dorfen mit 10 Fahrtenpaaren wochentags (von Wies bis Winkl und von Jettenstetten bis Dorfen mit MVV-Fahrschein benutzbar)[18]

  - kreisübergreifende Linien nach Traunstein:
    - RVO-Linie 9413: Wasserburg–Schnaitsee–Waldhausen mit 3–5 Fahrtenpaaren wochentags (von Wasserburg bis Kling bzw. Froitshub mit MVV-Fahrschein benutzbar)
    - RVO-Linie 9441: Trostberg–Wasserburg mit 4–5 Fahrtenpaaren wochentags (von Wasserburg bis Froitshub mit MVV-Fahrschein benutzbar)
    - RVO-Linie 9480: Amerang–Bad Endorf/Prien nicht zwischen Aindorf und Fremdling bzw. Lambach (jeweils 2 Fahrtenpaare wochentags)
    - RVO-Linie 9505: Reit im Winkl–Prien mit 11–13 Fahrtenpaaren wochentags (von Farbing bis Prien mit MVV-Fahrschein benutzbar)
    - RVO-Linie 9520: Traunstein–Prien mit 11 Fahrtenpaaren wochentags (von Gollenshausen bis Prien mit MVV-Fahrschein benutzbar)
    - RVO-Linie 9586: Chiemsee-Ringlinie mit mehreren Fahrtenpaaren pro Tag

  - kreisübergreifende Linien nach Garmisch-Partenkirchen und ins Ostallgäu:
    - RVO-Linie 931: Weilheim–Füssen mit 2 Fahrtenpaaren wochentags (bis Schlauch mit MVV-Fahrschein benutzbar)
    - RVO-Linie 9601: Weilheim–Murnau mit 11 Fahrtenpaaren an Schultagen (bis Untereglfing bzw. Obersöchering mit MVV-Fahrschein benutzbar), dazu kommen Verstärkerfahrten unter den Liniennummern 9620, 9631 und 9643
    - RVO-Linie 9606: Garmisch-Partenkirchen–Füssen mit 2 Fahrtenpaaren wochentags (zwischen Schlauch und Echelsbacher Brücke mit MVV-Fahrschein benutzbar)
    - RVO-Linie 9608: Garmisch-Partenkirchen–Kochel mit 12 Fahrtenpaaren wochentags (von Obernach bis Kochel mit MVV-Fahrschein benutzbar)
    - RVO-Linie 9611: Kochel–Murnau mit 11–14 Fahrtenpaaren wochentags (von Kochel bis Schlehdorf mit MVV-Fahrschein benutzbar), dazu kommen Verstärkerfahrten unter der Liniennummer 9661
    - Linie 18 der VG Kirchweihtal: Denklingen–Kaufbeuren mit 3 Fahrtenpaaren wochentags (bis Oberdießen mit MVV-Fahrschein benutzbar)
    - Linie 53 der VG Kirchweihtal: Lechbruck–Marktoberdorf mit 4 Fahrtenpaaren an Schultagen (in Bernbeuren bzw. nach Lechbruck mit MVV-Fahrschein benutzbar, nicht für Fahrten innerhalb von Lechbruck)
    - RVA-Linie 72: Steingaden–Füssen mit 8 Fahrtenpaaren an Schultagen (in Prem, bzw. bis Lechbruck mit MVV-Fahrschein benutzbar, nicht für Fahrten innerhalb von Lechbruck)
    - RVA-Linie 73: Echelsbacher Brücke–Füssen mit 11 Fahrtenpaaren an Schultagen (in Prem, bzw. bis Schlauch mit MVV-Fahrschein benutzbar)

- nicht integriert:
  - AO-Linie „Lufthansa-Express-Bus München“: München Hauptbahnhof–Flughafen München im 15-Minuten-Takt (tagsüber)[19]
  - Linientaxi Grünwald[20]
  - Biberger Bürgerbus[21]
  - ML-Linie X400 (Parsdorf-Express): München Messestadt Ost–Parsdorf im Taktverkehr[22]
  - mit Vorbestellung[23]: Club-and-Line-„Partybus“: Münchner Kammerspiele–Grafing bei München mit je einem Fahrtenpaar an Freitagen, Samstagen und vor Feiertagen[24]
  - Stadtbus Dorfen[25]
  - Gemeindebus Taufkirchen (Vils)[26]
  - Bürgerbus Gauting[27]
  - RVO-Linie 9409: Dorfen–Haag–Wasserburg mit mehreren Fahrtenpaaren pro Tag

- ehemalige nicht (teil-)integrierte Linien:
  - Linie 374: Wolfratshausen–Penzberg[28]
  - Isarau-Bus in Unterföhring[29][30]
  - Anruf-Sammel-Taxi in Freising[31], seit Dezember 2018 in den MVV-Tarif integriert[32]
  - Anruf-Sammel-Taxi in Dachau, seit Dezember 2022 in den MVV-Tarif integriert[33]
  - RVO-Linie 9421 (jetzt MVV-Linie 437): Grafing Bahnhof–Ebersberg–Steinhöring–Pfaffing–Wasserburg (Inn) mit 15 Fahrtenpaaren wochentags (ehemals nur von Grafing Bahnhof bis Tulling mit MVV-Fahrschein benutzbar)[34]
  - RVO-Linie 9551: München Hauptbahnhof–Tegernsee[35], Linie existiert nicht mehr in den Fahrplanmedien
  - RVO-Linien 9581/9582 (jetzt MVV-Linien 276/277): Bad Aibling–Großhelfendorf–Aying mit 8 Fahrtenpaaren wochentags (ehemals nur von Aying bis Großhelfendorf mit MVV-Fahrschein benutzbar)[36]
  - RVO-Linie 9613: (jetzt MVV-Linie 394) Penzberg–Schlehdorf mit 5 Fahrtenpaare an Schultagen (MVV-Tarif nicht zwischen Unterrieden und Großweil)
  - RVO-Linie 9600: (jetzt MVV-Linie 937) Tutzing–Weilheim mit mehreren Fahrtenpaaren pro Tag[35]
  - RVO-Linie 9614: (jetzt MVV-Linie 948)Tutzing–Seeshaupt–Penzberg mit mehreren Fahrtenpaaren pro Tag[35]
  - RVO-Linie 9653: (jetzt MVV-Linie 953) Herrsching–Weilheim mit mehreren Fahrtenpaaren pro Tag[35]
  - Urscher-Express-Linie 18[37]: Rott–Aßling–Grafing, Linie existiert nicht mehr in den Fahrplanmedien